# Suhuvate
Suhuvate  (ucraniano: Сухувате) es un pueblo del Raión de Bolhrad en el Óblast de Odesa de Ucrania. Según el censo de 2001, tiene una población de 82 habitantes.